# Lassi Tuovi

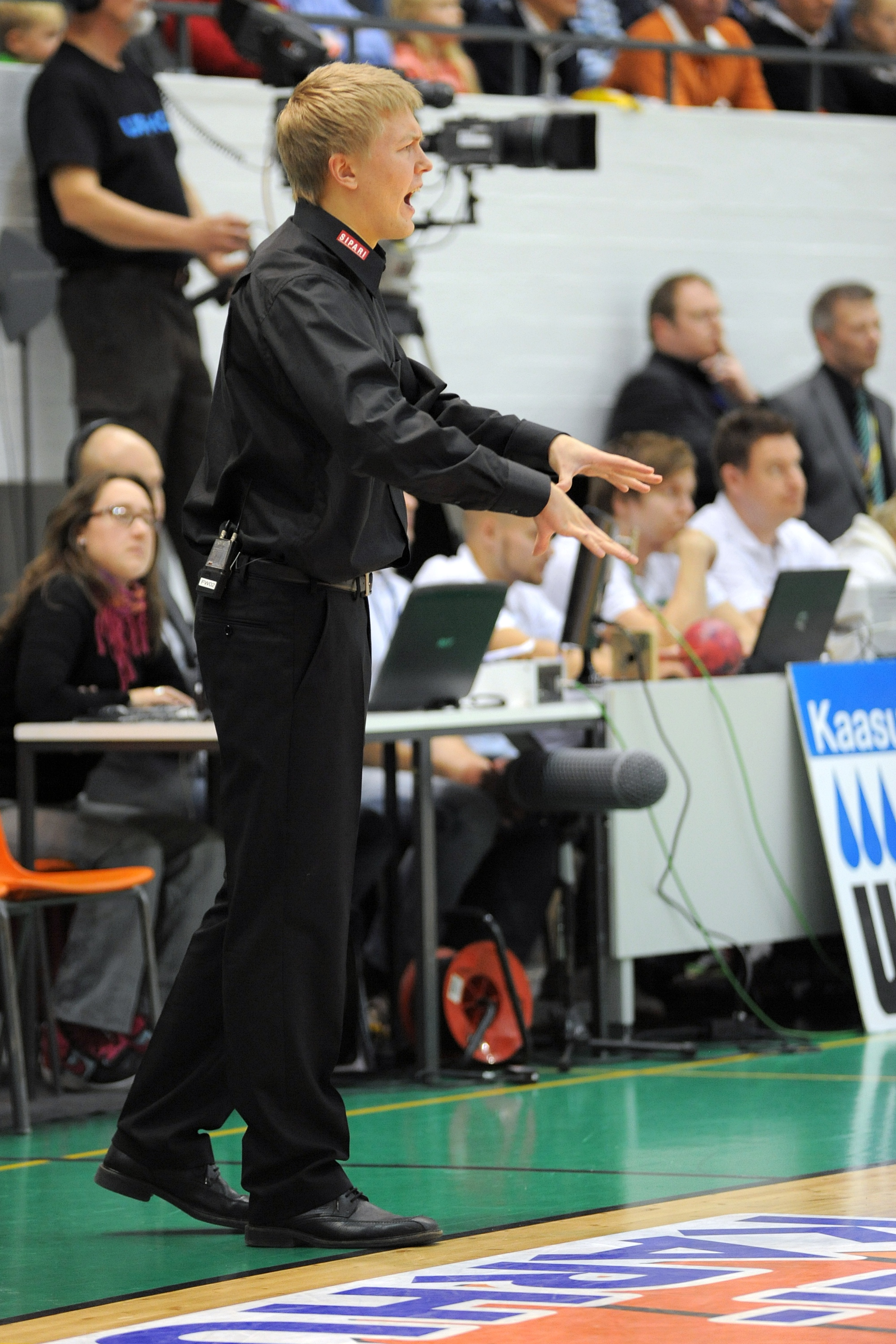
Lassi Tuovi (2011)

Lassi Tuovi (* 31. Dezember 1986 in Lappeenranta) ist ein finnischer Basketballtrainer und ehemaliger -spieler.

## Laufbahn
Tuovi, ein 1,83 Meter großer Aufbauspieler, kam zwischen 2002 und 2004 zu 51 Einsätzen für Lappeenrannan NMKY in der finnischen Korisliiga. Zwischen 2005 und 2011 war er Assistenztrainer des finnischen Erstligisten und errang in diesem Amt mit der Mannschaft aus seiner Geburtsstadt Lappeenranta 2005 und 2006 den Landesmeistertitel. 2011 wurde Tuovi ins Cheftraineramt befördert, hatte dieses bis 2014 inne. 2010 wurde Tuovi zusätzlich Co-Trainer der finnischen Nationalmannschaft unter Henrik Dettmann.
Von 2014 bis 2016 arbeitete Tuovi als Assistenztrainer beim türkischen Verein Beşiktaş JK Istanbul, dann in der Saison 2016/17 unter seinem Landsmann Dettmann bei SIG Straßburg ebenfalls als Assistenztrainer. Nach Dettmanns Entlassung während der Saison blieb Tuovi in Straßburg und war Assistent von Vincent Collet. Im Spieljahr 2017/18 gehörte er als Assistenztrainer zum Stab eines anderen französischen Erstligisten, BCM Gravelines.
2018 kehrte Tuovi nach Straßburg zurück. Als Cheftrainer Collet Ende Januar 2020 entlassen wurde, übernahm der Finne das Amt erst übergangsweise, Ende Februar 2020 wurde er als Cheftrainer bis zum Saisonende bestätigt. Anfang April 2020 wurde Tuovi von den Straßburgern mit einem Vertrag bis 2022 ausgestattet, der im Sommer 2021 vorzeitig bis 2023 verlängert wurde, nachdem er zuvor im europäischen Vereinswettbewerb Champions League mit der Mannschaft die Vorschlussrunde erreicht hatte, in der man im Mai 2021 gegen den spanischen Vertreter Burgos ausschied. Im November 2021 gab der finnische Basketballverband Tuovis Verpflichtung als Nationaltrainer (zusätzlich zu seiner Arbeit in Straßburg) ab Sommer 2022 bekannt. In der Saison 2021/22 stand er mit Straßburg im Champions-League-Viertelfinale, dort erfolgte das Ausscheiden gegen Hapoel Holon. Er führte die finnische Auswahl bei der Europameisterschaft 2022 ins Viertelfinale. Mitte November 2022 trennten sich Tuovi und SIG Straßburg. Der Entscheidung war ein schlechter Auftakt in das Spieljahr 2022/23 (ein Sieg, sieben Niederlagen in der französischen Liga) vorausgegangen.
Im Sommer 2023 gehörte Tuovi als Gasttrainer zum Stab der Utah Jazz in der NBA-Sommerliga. Ende September 2023 wurde er Co-Trainer von Virtus Bologna. Im Juni 2024 unterschrieb der Finne einen Vertrag als Cheftrainer der japanischen Mannschaft Yokohama B.Corsairs.